# Santadi
Santadi is een gemeente in de Italiaanse provincie Zuid-Sardinië (regio Sardinië) en telt 3753 inwoners (31-12-2004). De oppervlakte bedraagt 115,6 km², de bevolkingsdichtheid is 32 inwoners per km².

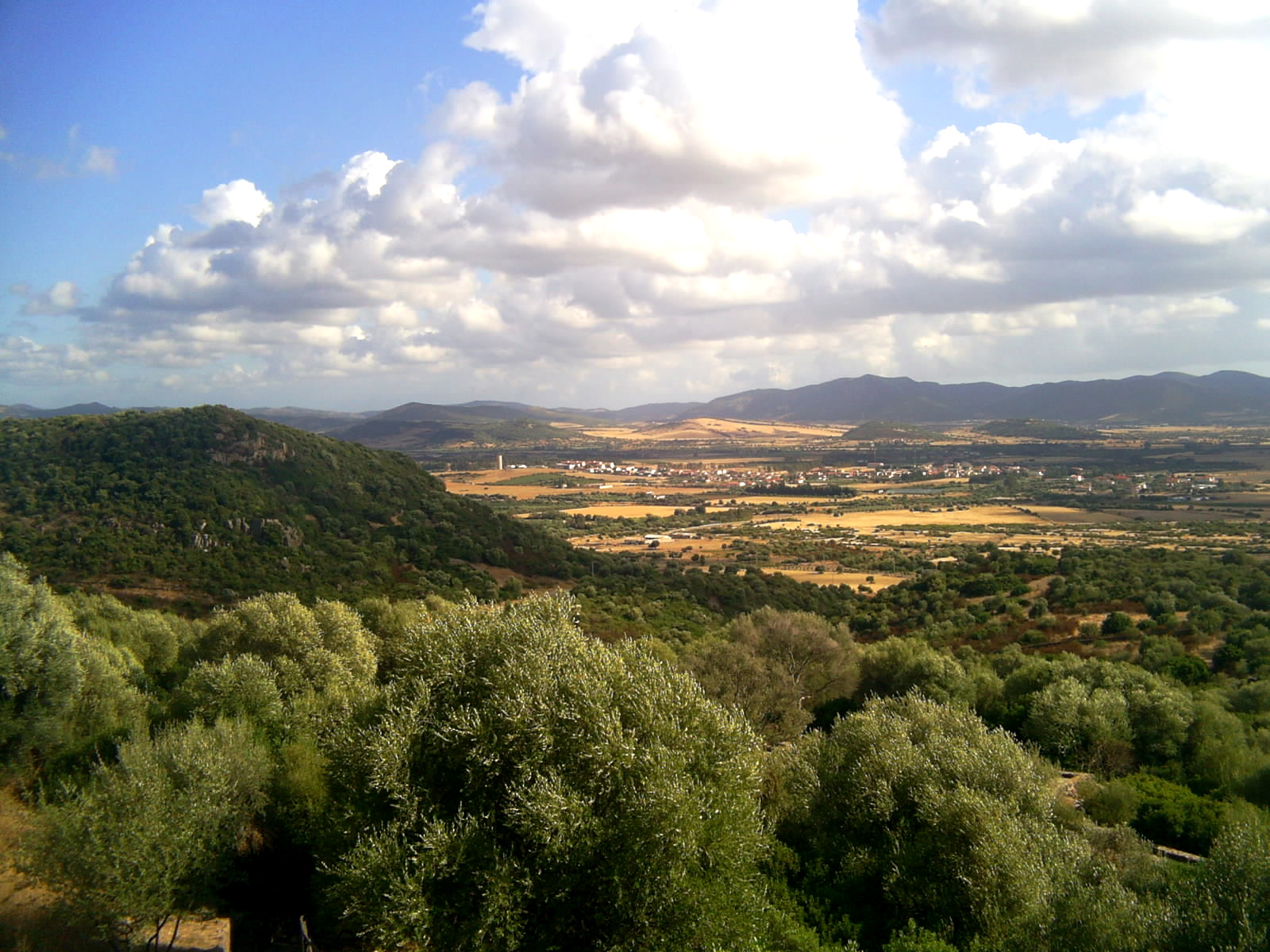
Santadi
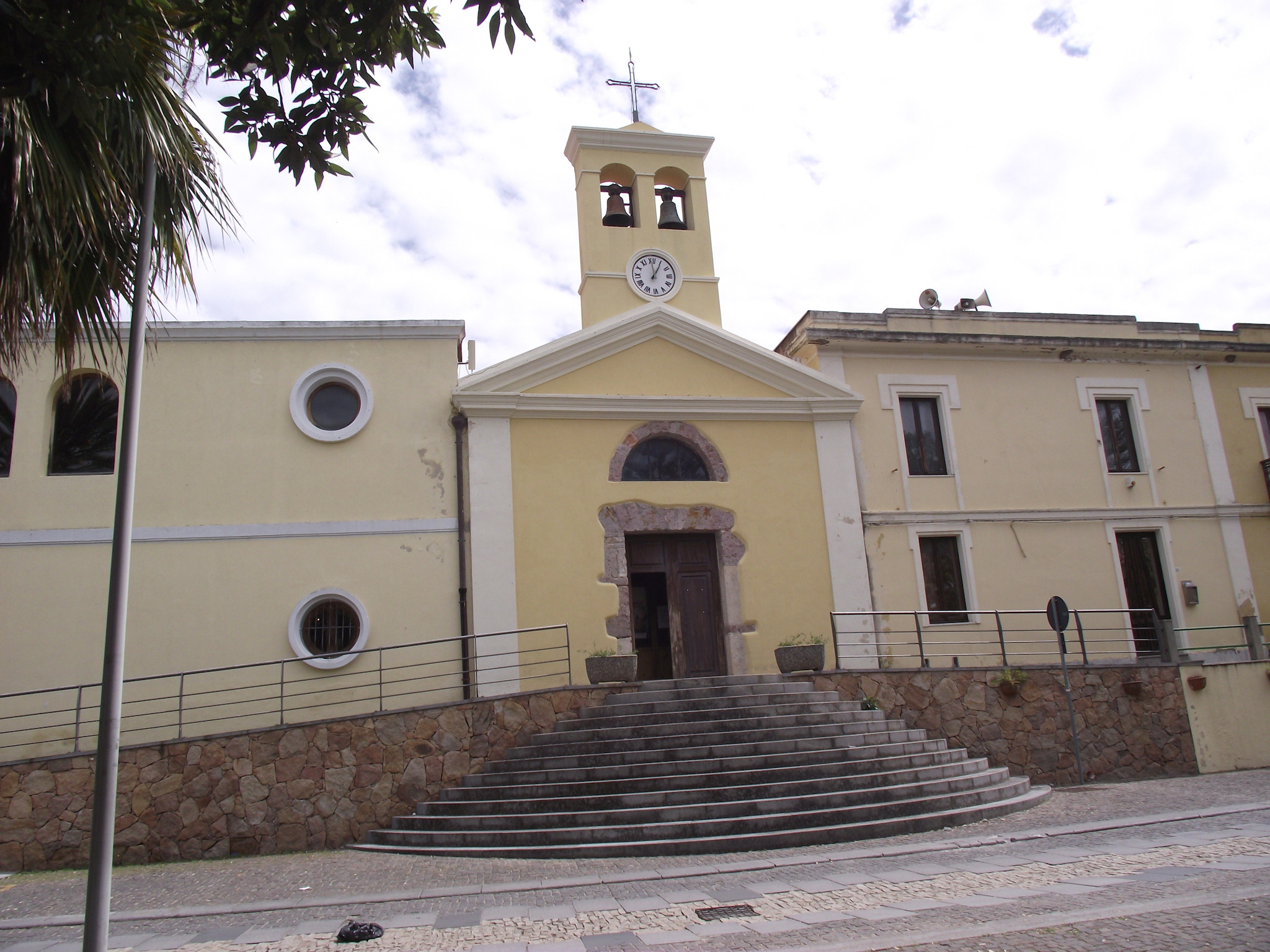
Kerk San Nicolò, Santadi
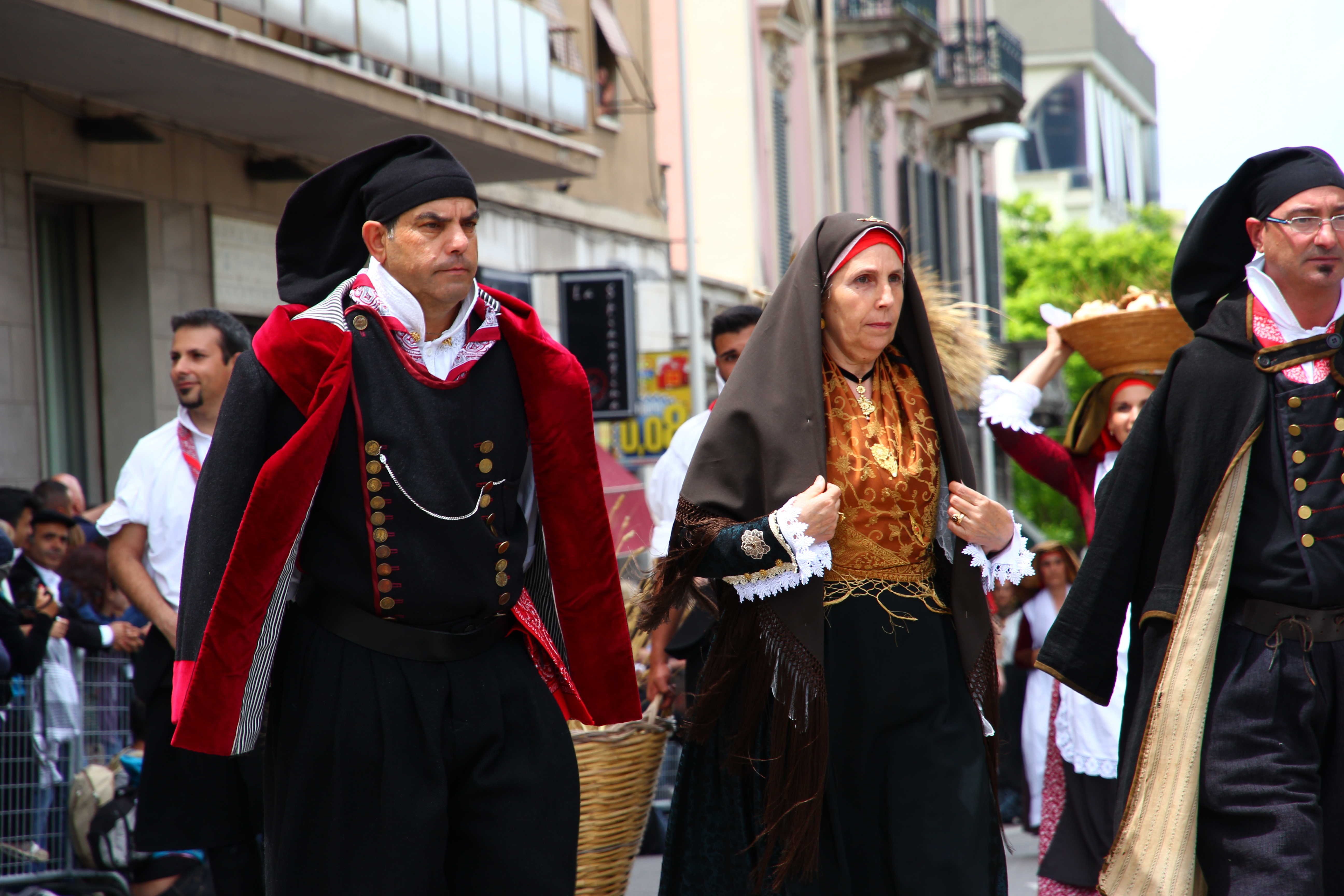
Traditionele klederdracht van Santadi
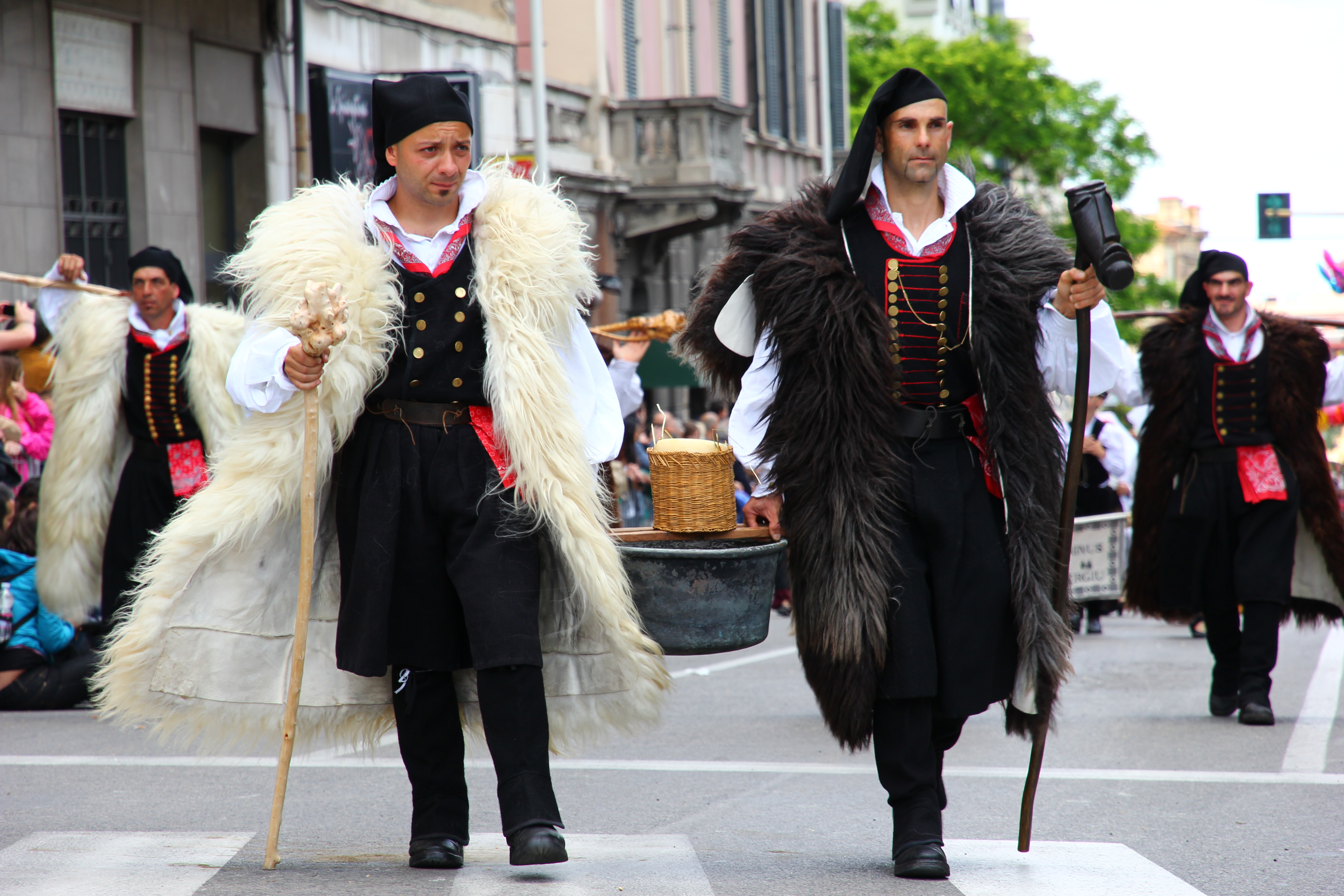
Traditionele klederdracht van Santadi

## Demografie
Santadi telt ongeveer 1334 huishoudens. Het aantal inwoners daalde in de periode 1991-2001 met 7,2% volgens cijfers uit de tienjaarlijkse volkstellingen van ISTAT.
| Jaar | Inwoneraantal |
| ---- | ------------- |
| 1991 | 4061          |
| 2001 | 3767          |

## Geografie
Santadi grenst aan de volgende gemeenten: Assemini (CA), Domus de Maria (CA), Nuxis, Piscinas, Pula (CA), Teulada (CA), Villa San Pietro (CA), Villaperuccio.
Buggerru · Calasetta · Carbonia · Carloforte · Domusnovas · Fluminimaggiore · Giba · Gonnesa · Iglesias · Masainas · Musei · Narcao · Nuxis · Perdaxius · Piscinas · Portoscuso · San Giovanni Suergiu · Sant'Anna Arresi · Sant'Antioco · Santadi · Tratalias · Villamassargia · Villaperuccio
1. ↑  https://demo.istat.it/?l=it.